# CASTOR

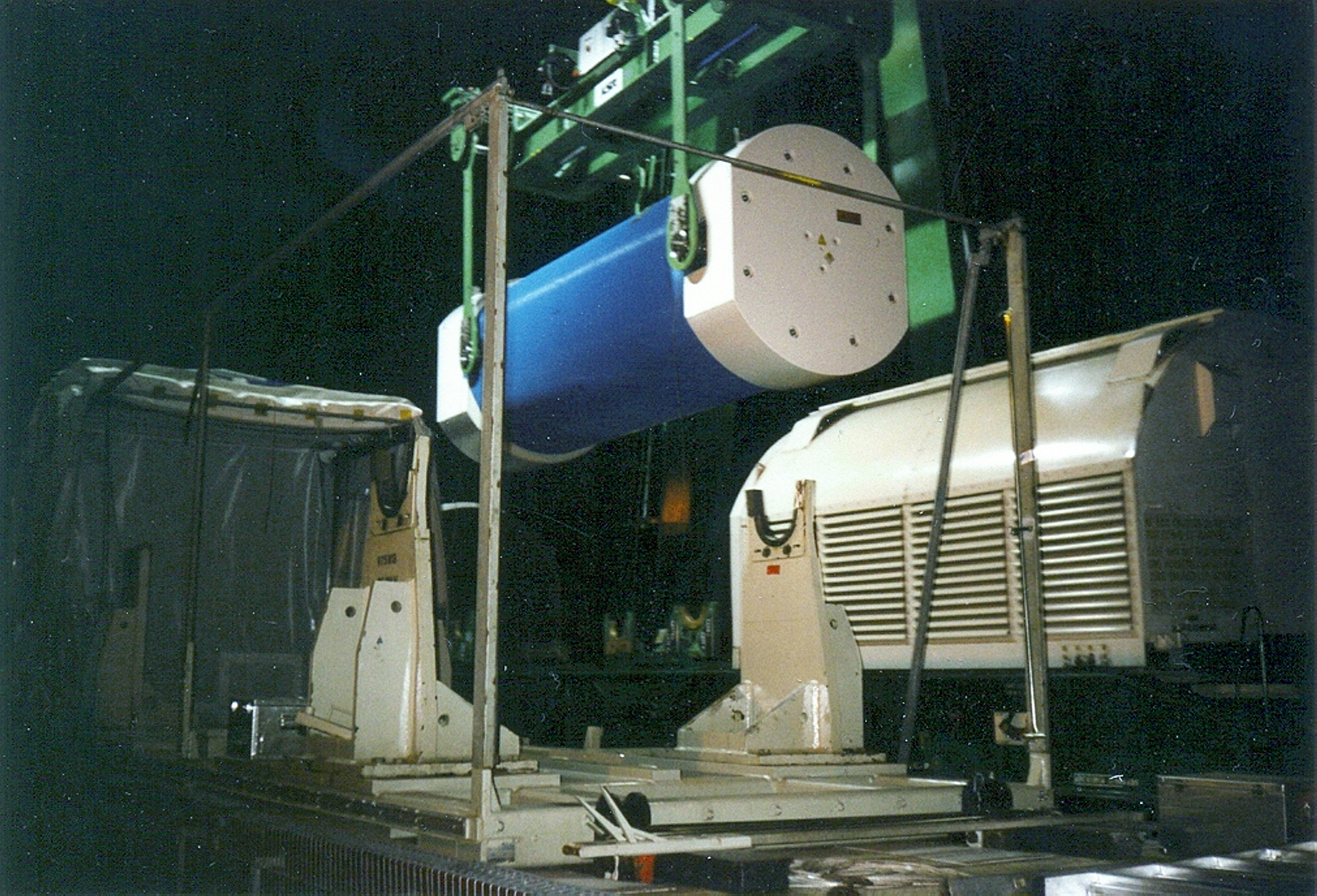
CASTOR

CASTOR (anglicky Cask for storage and transport of radioactive material) je ochranná známka Gesellschaft für Nuklear-Service pro typ obalového souboru pro suché skladování a přepravu použitého jaderného paliva či jiných typů vysoce radioaktivních materiálů. Obalový soubor na použité jaderné palivo má obvykle celkovou hmotnost 110 (prázdný) až 125 (plný) tun. Cena obalového souboru se pohybuje kolem 2,5 milionů €.
Obalové soubory CASTOR musí zajistit
- mechanickou ochranu, zajištění hermetičnosti i při událostech odpovídajících pádu z velké výšky, působení vysokých teplot a tlaků
- odvod tepla
- radiační stínění

Obalové soubory CASTOR jsou vyrobeny z litiny s kuličkovým grafitem s označením GJS-400-15C.. Tento materiál zajišťuje mechanickou odolnost, odvod tepla a zachycení většiny druhů záření. V plášti je navíc vložka z lehkých prvků, která zachycuje neutrony. Obalové soubory mají primární a sekundární víko, v prostoru skladování paliva je podtlak a mezi víky naopak přetlak. Tím je zajištěno, že radionuklidy neproniknou případnými netěsnostmi mimo kontejner. V Česku jsou navíc osazeny krycí deskou (tzv. terciární víko).
V Česku jsou kontejnery CASTOR použity pro dočasné skladování použitého jaderného paliva v meziskladu JE Dukovany i v meziskladu JE Temelín.